# Bobi (Hund)

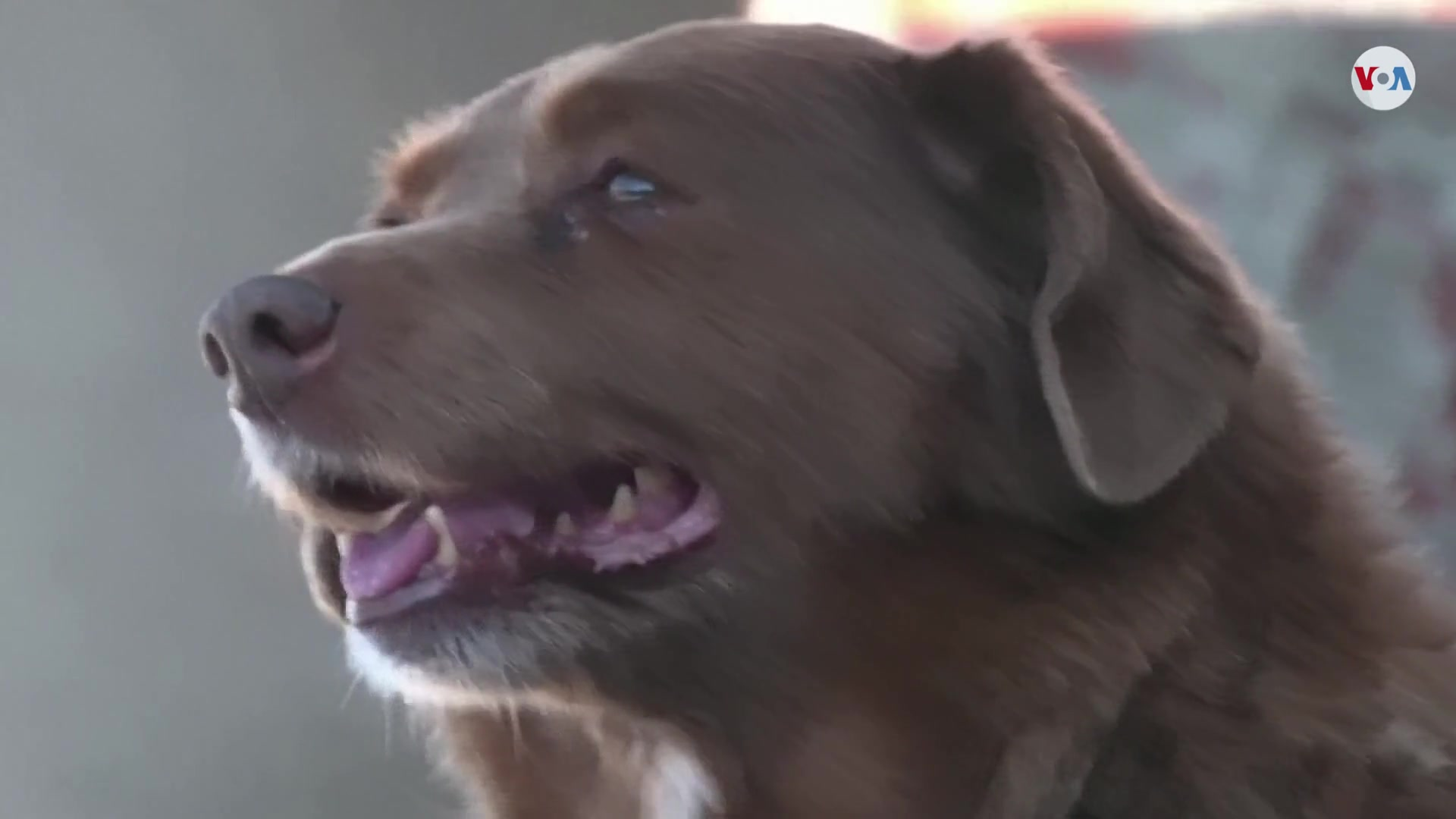
Bobi, der älteste Hund der Welt

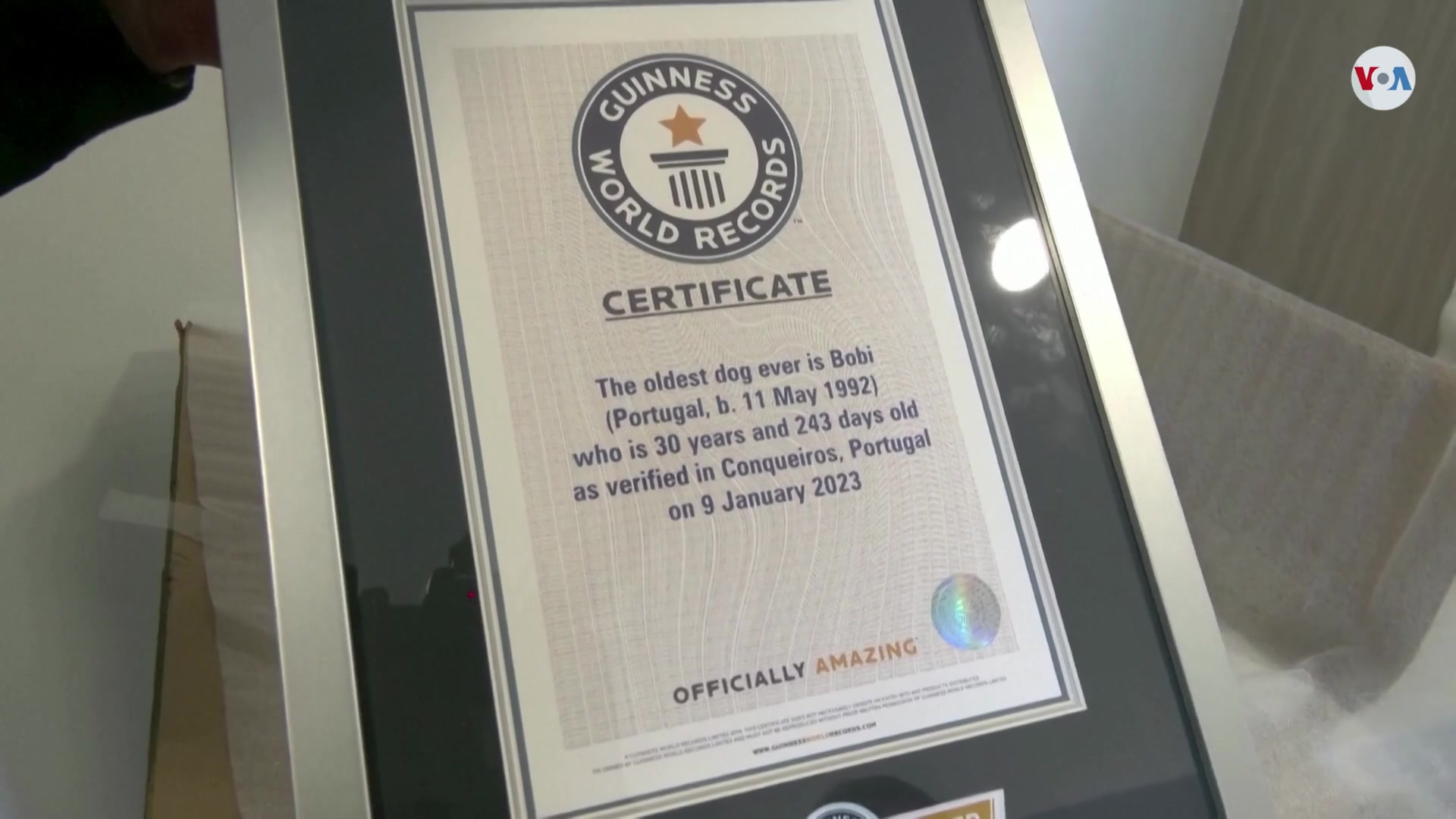
Guinness World Records Certificate

Bobi (angeblich geboren am 11. Mai 1992; gestorben am 21. Oktober 2023) war ein  männlicher Mischling aus Portugal. Am 2. Februar 2023 wurde bestätigt, dass Bobi der erste aktenkundige Hund war, der 30 Jahre alt wurde, und außerdem der älteste aktenkundige Hund, der je gelebt hat. Er starb am 21. Oktober 2023 im angeblichen Alter von 31 Jahren und 165 Tagen in einer Tierklinik. Vier Monate nach seinem Tod wurde ihm der Titel jedoch infolge einer Untersuchung wieder aberkannt, da die vorgelegten Nachweise nachträglich als nicht stichhaltig angesehen wurden.

## Geschichte
Nach seiner Geburt sollte Bobi mit seinen Geschwistern des Wurfs getötet werden, wurde jedoch übersehen und von den Kindern der Familie adoptiert. Bobi verbrachte sein ganzes Leben in dem Dorf Conqueiros in Zentralportugal.
Laut Guinness World Records war Bobi nachweislich der älteste lebende Hund sowie der älteste Hund in der Geschichte; sein Geburtsdatum wurde von portugiesischen Behörden bestätigt. Zum Zeitpunkt der Bewertung am 1. Februar 2023 war Bobi 30 Jahre und 266 Tage alt und übertraf damit den bisherigen Rekord von Bluey, einer Australian-Cattle-Dog-Hündin, die am 14. November 1939 im Alter von 29 Jahren und 5 Monaten gestorben war. Am 7. Dezember 2022 wurde im US-Bundesstaat Ohio ein 23-jähriger Chihuahua namens Spike als ältester lebender Hund zertifiziert; dieser Titel war jedoch nur von kurzer Dauer, da Bobis Alter einige Wochen später bestätigt wurde. Als Bobi starb, erlangte Spike seinen Titel als ältester lebender Hund der Welt zurück.
Bobis Besitzer gaben an, dass er bis zuletzt trotz verminderten Sehvermögens und abnehmender Abenteuerlust in einem recht guten Gesundheitszustand gewesen sei. Sie führten Bobis Langlebigkeit auf eine ruhige, friedliche Umgebung und den Verzehr von frischem Futter anstelle von herkömmlichem Hundefutter zurück.
Im Februar 2024 gab Guinness World Records bekannt, dass eine erneute Überprüfung keine schlüssigen Beweise für Bobis angegebenes Alter ergeben habe. Bobi war zwar 2022 gechippt worden, doch sei zu diesem Zeitpunkt kein Altersnachweis für vor 2008 geborene Hunde erforderlich gewesen. Daraufhin wurde Bobi der Titel als ältester Hund der Geschichte aberkannt.